# Hyla tsinlingensis
Hyla tsinlingensis és una espècie de granota de la família dels hílids. És endèmica de la Xina. Els seus hàbitats naturals inclouen zones temperades d'arbustos, rius, corrents intermitents d'aigua, pantans, aiguamolls d'aigua dolça, corrents intermitents d'aigua i terres d'irrigació. Està amenaçada d'extinció per la destrucció del seu hàbitat natural.